# Ilmtalstraße
Die Ilmtalstraße ist ein Straßenzug im Weimarer Ortsteil Taubach und ist eine Verbindungsstraße. Sie befindet sich im namensgebenden Ilmtal. Sie beginnt an der Straße An der Schatzgrube und endet nicht in Taubach, sondern geht als L 2161 weiter in Richtung Mellingen bzw. Magdala, wo sie dann Taubacher Straße bzw. Weimarische Straße heißt. In Richtung  Weimar geht sie weiter  bis Oberweimar als Taubacher Straße.
Die Ilmtalstraße ist auf der Liste der Kulturdenkmale in Taubach (Weimar) eingetragen und wurde am 1. September 1993 von der damaligen Gemeinde Taubach benannt. Einzeldenkmale in der Ilmtalstraße sind bspw. der ehemalige Pfarrhof in der Ilmtalstraße 24 und ein Gehöft in der Ilmtalstraße 42. In der Ilmtalstraße 43 war das frühere Gemeindehaus, welches auch ein Vereinshaus war.
Von dieser geht der Mühlenweg ab, der zur Mühle bzw. über die Brücke zum Ilmradweg führt. Ein weiterer von dieser abgehender Straßenzug in Taubach ist der Ilmweg.